# 格布德韦州
格布德韦州（英語：Gbudwe）是南蘇丹曾经的一个州，位在該國西南部。人口451,150人（2014年），首府延比奧，下轄13郡。

## 历史
2015年10月2日，南苏丹总统萨尔瓦·基尔·马亚尔迪特发布法令，建立了28个州，取代了之前的10个州，格布德韦州从西赤道州拆分成立。2017年1月14日，坦布拉州从格布德韦州脱离成立。2020年2月22日，根据结束南苏丹内战的和平协议，28个州恢复为最初的10个州，格布德韦州与当时一同从西赤道州所拆出的州重新合并为西赤道州。

## 行政區劃
下轄13郡：
- Mopoi
- Ri-Yubu
- Naandi
- Bangazagino
- Basukangbi
- Sakure
- Bangasu
- Nzara
- Ezo
- Tombura
- Nagero
- Yambio